# Lathrecista asiatica
Lathrecista asiatica е вид водно конче от семейство Libellulidae. Видът не е застрашен от изчезване.

## Разпространение
Разпространен е в Австралия (Куинсланд), Бангладеш, Бруней, Виетнам, Индия (Западна Бенгалия), Индонезия (Бали, Калимантан, Малки Зондски острови, Малуку, Папуа, Сулавеси, Суматра и Ява), Китай (Хайнан), Лаос, Малайзия (Западна Малайзия, Сабах и Саравак), Нова Каледония, Папуа Нова Гвинея, Самоа, Сингапур, Тайланд и Филипини.